# Croton vohibariensis
Croton vohibariensis är en törelväxtart som beskrevs av Jacques Désiré Leandri. Croton vohibariensis ingår i släktet Croton och familjen törelväxter. Inga underarter finns listade i Catalogue of Life.